# Irish whiskey
L'Irish whiskey est le terme générique pour parler des différents types de whiskeys fabriqués dans l'île d'Irlande. L'Irish whiskey est une eau-de-vie fabriquée par distillation de céréale, en particulier l'orge, mais pas seulement. La définition légale du whiskey irlandais a été édictée par l'Irish Whiskey Act du 10 décembre 1980, et son indication géographique protégée (IGP) est entrée en vigueur le 30 octobre 2015. Les Irlandais se veulent les inventeurs du whisky maintenant généralement synonyme d'Écosse. Pourtant la réalité est beaucoup plus complexe et incertaine.

## Orthographe
Il est d'usage de placer un « e » au mot whisky dès lors qu'il est irlandais. La majorité des producteurs irlandais adoptent cette orthographe. Toutefois, en 2021, les deux variantes sont autorisées par la loi européenne, et sont toutes deux utilisées par les distilleries.
De très nombreuses productions irlandaises se présentaient avant la Deuxième Guerre mondiale sous l'appellation « whisky », comme le whisky Allman's fabriqué à Bandon ou le Cowan's fabriqué à Belfast. Les deux formes « whisky » et « whiskey » cohabitaient alors en Irlande. En 1966, le producteur du Whisky Paddy, Irish Distillers Ltd, décide de mettre un « e » pour marquer son identité irlandaise et lui faire rejoindre toutes les autres productions de l'entreprise. C'est ainsi une question de marketing visant à faire reconnaître dans le monde entier le whiskey irlandais face au whisky écossais qui était à l'origine de cette orthographe. En 2021, la distillerie Waterford emploie « whisky » sur ses bouteilles.

## Typologie des whiskeys irlandais

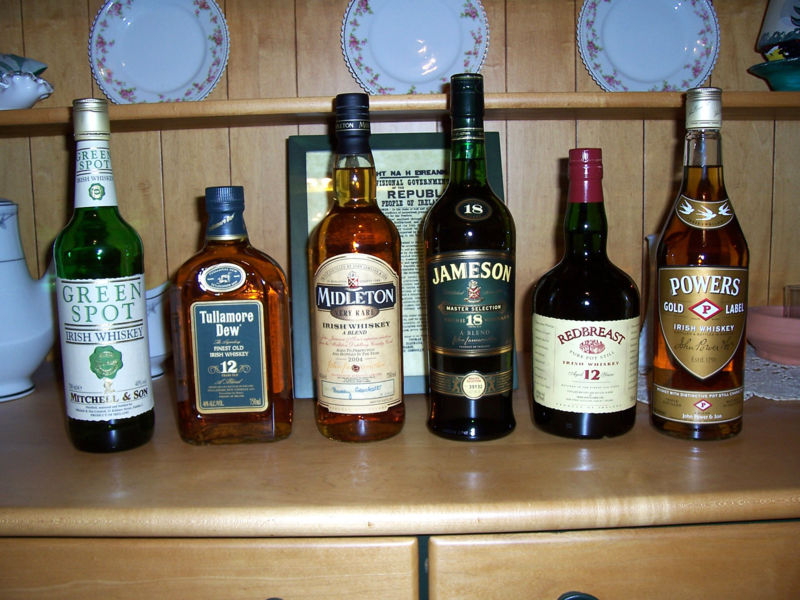
Quelques whiskeys irlandais.

En Irlande, on fabrique trois types de whiskey, le pot still whiskey, le single malt whiskey et le single grain whiskey. Le mélange d’au moins deux d’entre eux permet d’en créer un quatrième, le blended whiskey.
- Le pure pot still whiskey est un whiskey fabriqué à partir d'orge et distillé dans un alambic charentais (un « pot still » en anglais). Le pure pot still whiskey est l’appellation moderne du pot still whiskey. L’adjonction du terme « pure » a été faite par les producteurs au moment où l’Irlande ne produisait quasiment plus que des blends. Il est similaire au single malt, mais, toutefois, la céréale utilisée pour faire l’alcool est un mélange d’orge et d’orge maltée (30 % de chaque minimum, plus jusqu'à 5 % d'une autre ceréale)[1]. Le rapport entre orge et orge maltée peut varier, en général Midleton utilise 60 % d’orge non maltée pour 40 % d’orge maltée. L’origine de ce whiskey remonte au XVIIIe siècle. L’adjonction d’orge non maltée permit à une époque de contourner la taxe sur le malt et de réduire les impôts sur le whisky. On le retrouve sous deux étiquettes en Irlande, Redbreast 12 et 15 ans et Green Spot. Ils sont tous deux produits à Midleton.
- Le single malt whiskey est un whiskey produit dans une seule (single) distillerie. Il est distillé exclusivement à partir de la fermentation d'une céréale maltée, généralement de l'orge, parfois du seigle. En Irlande seuls Bushmills et Cooley produisent du Single malt.
- Le single grain whiskey est un whisky produit dans un appareil à distillation continue. Le whisky de grain est en général considéré comme ayant une saveur beaucoup moins complexe que le whisky de malt, qui est distillé dans un alambic offrant un rendement bien inférieur en termes de quantité. Il est cependant un composant très important des blends. Le single grain est apparu dans la première moitié du XIXe siècle après l’invention par Aeneas Coffey de l'appareil à distillation continue. À ses débuts, le grain utilisé était de l'orge non maltée, mais elle a été progressivement remplacée par un mélange de céréales à forte proportion de maïs, comprenant aussi de l’orge, de l’orge maltée (30 % au maximum), du seigle et du blé. Seuls Cooley et Midleton produisent du whiskey de grain. Midleton fourni d’ailleurs son concurrent Bushmills. Cooley commercialise son single grain sous deux appellation, le Greenore 12 ans et le Greenore 15 ans.
- L'Irish Blended Whiskey est un whisky issu de l'assemblage de whiskeys d’une ou de plusieurs distilleries. Il peut contenir des whiskies de différentes années, de différentes origines (single malt, pure pot still whiskey) mélangés à du whisky de grain. Ils portent un nom de marque qui ne doit correspondre à aucune distillerie en particulier car ils sont par essence un assemblage. La plupart des blends n’ont pas de mention d’âge. Quand un blend présente sur son appellation un âge, chacun des whiskys de malt et de grain qui le compose doit avoir au moins cet âge.

## La fabrication

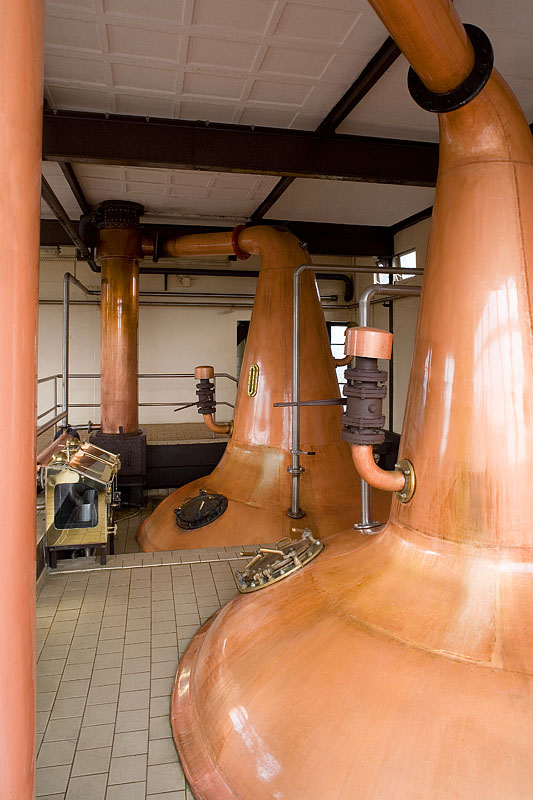
Alambics de la distillerie Cooley.

La fabrication de l'irish whiskey répond à des règles précises. Certaines sont obligatoires pour pouvoir répondre positivement à la définition légale du whiskey irlandais, et ont été définies par l'Irish Whiskey Act du 10 décembre 1980 :
- La distillation doit avoir lieu sur le territoire de l'Irlande ou celui de l'Irlande du Nord
- La maturation doit avoir eu lieu dans des fûts en bois sur le territoire de l'Irlande ou celui de l'Irlande du Nord.

Pour le reste chaque distillerie possède sa recette, en fonction du type de whiskey désiré.
L'indication géographique protégée (IGP) du 30 octobre 2015 reprend ces différents éléments. Ainsi, contrairement au scotch whisky, un irish whiskey peut être embouteillé en dehors de l’île (mais il devra alors être transporté dans un contenant neutre, de type conteneur en plastique, afin de ne pas vieillir, même partiellement, en dehors d’Irlande). Comme l'ensemble des whisk(e)ys, un irish whiskey doit contenir au moins 40 % d'alcool, peut être filtré à froid et faire l’objet d’ajout de colorant caramel E150.

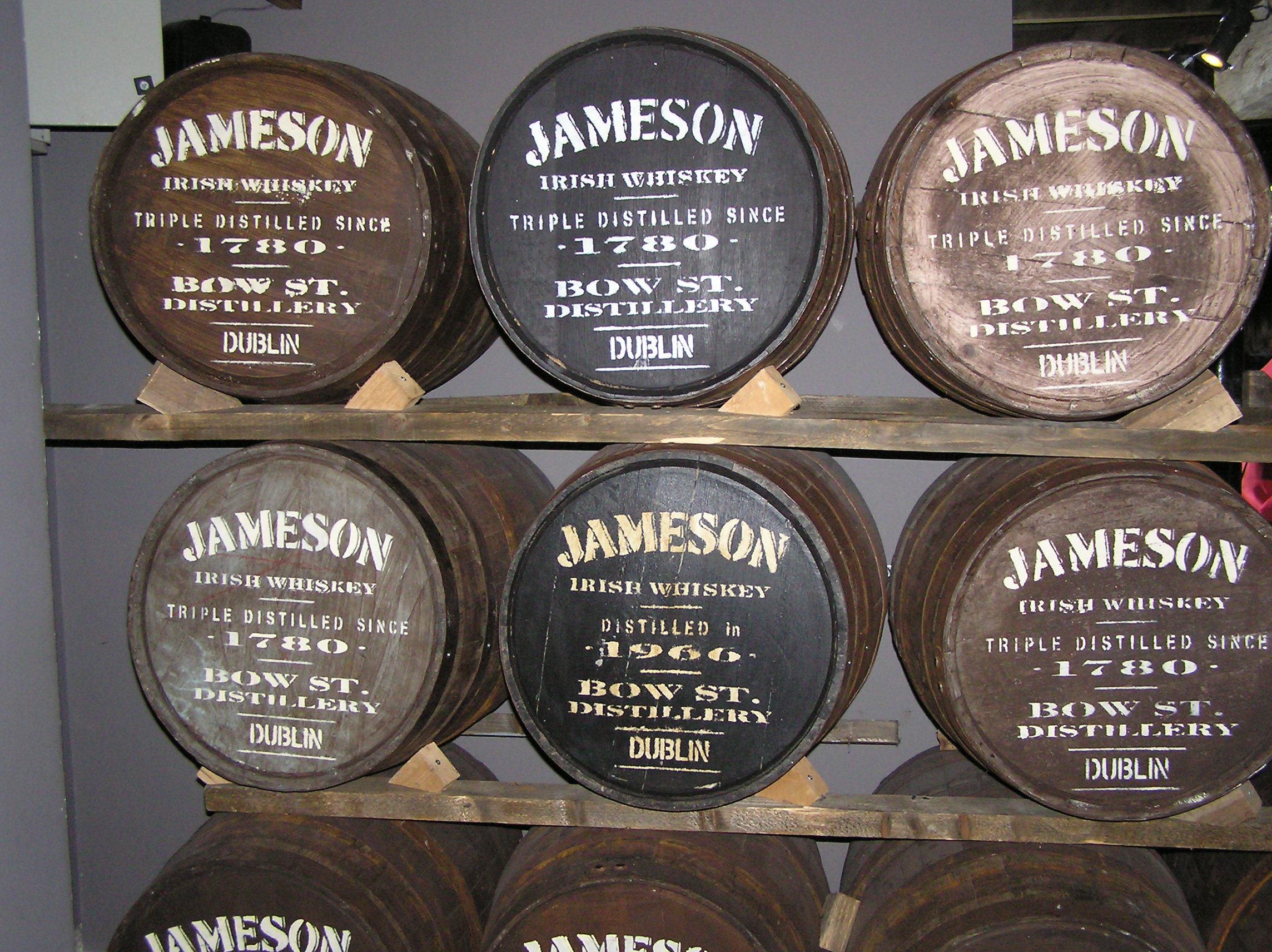
Fûts de maturation de la distillerie Jameson.

## Histoire
La légende attribue l’apport de la distillation en Irlande à Saint Patrick qui aurait apporté avec lui le premier alambic. Les premiers distillateurs auraient donc été des moines.
Les premières descriptions de l'alambic sont attribuées aux Perses aux alentours du IXe siècle avec Al-Razi dans son "Livre des Secrets". Abu Al-Qasim (Aboulcassis), le décrit également au XIe siècle. Mais le principe existait déjà bien avant, et les Grecs le connaissaient. Le mot alambic vient d'ailleurs de l'arabe al 'inbïq, lui-même emprunté au grec tardif ambix (= vase). À partir du XIIe siècle la distillation de l'eau-de-vie se répand progressivement en Europe, notamment en Écosse et en Irlande, où l’alambic ferait son apparition grâce aux religieux irlandais qui parcourent l'Europe. La pratique et le savoir-faire se développent dans les monastères. Cependant, il faut attendre le XIe siècle pour que les progrès dans les techniques de condensation permettent de produire des boissons alcoolisées.
La première mention de whiskey est tirée des Annales des quatre maîtres. Elle raconte l’histoire d’un chef nommé Risterd Mac Raganaill qui en 1405 est mort pour avoir absorbé trop d' usci bethad. Mais cette boisson ne semble pas être du whisky à proprement parler. À l’époque l' uisge beatha recoupe plusieurs produits différents issus de la distillation de vin, une sorte de brandy local.
Alors que la plus ancienne mention d'une aqua vitae fabriquée à partir d’une céréale  date de 1494 sur un document écossais du Scottish exchequer relatant que le frère John Cor a reçu sur ordre du roi une certaine quantité de malt pour fabriquer de l’eau-de-vie, la première mention irlandaise d'une aqua vitae fabriquée à partir d’une céréale date de 1556. Une décision du Parlement anglais déclare qu’en Irlande une aqua vitae est bue partout dans le royaume d’Irlande. Il est convenu que bien qu’il existe un décalage entre ces deux sources, le whiskey irlandais existait bel et bien avant 1494. Ce décalage chronologique entre les sources écossaises et irlandaises s’explique largement par le fait que la tradition irlandaise était avant fondée sur l'oralité et donc ne pouvait produire de nombreux documents écrits pouvant se transmettre au cours des siècles.
Au XIIe siècle les soldats anglais, qui envahissent l'Irlande, découvrent la boisson alcoolisée qui semble alors jouir d'une popularité notable auprès de la population locale.
La production du whiskey devient florissante à partir du règne d’Élisabeth Ire d'Angleterre (1558-1603). La reine elle-même aimait le whiskey. Le règne des Tudors, marque l’accentuation de l’emprise anglaise sur l’île d’Irlande. La couronne anglaise vend alors, contre argent sonnant et trébuchant ou contre pourcentage des bénéfices réalisés, des monopoles dénommés patentes pour toutes sortes d’entreprises commerciales. L’acquéreur, généralement un favori de la cour, dispose d’un monopole sur un secteur donné ; il peut ensuite vendre une licence à qui il le souhaite.
Les toutes premières patentes pour la fabrication du whiskey sont vendues par le Lord Deputy d'Irlande, Sir Arthur Chichester en janvier 1608  à Charles Waterhouse pour le Munster,  à Walter Taillor pour le Comté de Galway et à George Sexton pour le Leinster. En avril de la même année, c’est Sir Thomas Phillips qui en acquiert une pour l’Ulster. Il est important de noter qu’en aucun cas cette licence n’est associée à la distillerie Bushmills. Elle ne le sera officiellement qu’en 1784, date à laquelle la distillerie est légalement enregistrée pour la première fois. Ce décalage n'empêche pas, au XXe siècle, les dirigeants de Bushmills de s'approprier a posteriori la licence et de baser la communication et le marketing de l’entreprise.
Ce système de monopole est finalement aboli le 24 décembre 1661. L’État anglais présent en Irlande le remplace alors par un système de taxe géré par un service spécialisé des douanes, l'Excise. C'est le point de départ de la distillation illicite en Irlande. On parle à partir de cette date d’une part du whiskey du parlement pour les distilleries déclarées et d’autre part de l'illégal Poitín.
La première taxe levée en Irlande sur le whiskey est promulguée le jour de Noël 1661. Le parlement anglais souhaite ainsi étendre ses revenus en taxant les très nombreuses distilleries présentes sur le sol irlandais. La taxe est de 4 pence pour chaque gallon produit. Pour collecter cette taxe, le parlement met en place à Dublin un nouveau service gouvernemental, l'Excise. Cette nouvelle politique ne donne que peu de fruits dans ses cent premières années à cause de son fonctionnement : les distillateurs ne paient que ce qu’ils déclarent. La mise en place de l’Excise provoque aussi le déplacement de la production des villes et villages vers les zones inhabitées pour mieux se cacher.
L’enregistrement est volontaire et le reste jusqu’en 1761. Les distillateurs paient une taxe sur le volume d’alcool vendu. De fait très peu de distilleries se sont finalement enregistrées. En 1757, quand Peter Roe commence la distillation à Thomas Street à Dublin, il reprend en fait une distillerie déjà existante. La même année, quand John Locke se lance dans la distillation à Kilbeggan, il reprend une distillerie existant déjà depuis trois générations.
Le whiskey alors produit est très différent de ce que nous connaissons aujourd’hui. C’est une eau-de-vie consommée dès sa sortie de l’alambic, sans maturation, mais agrémentée de toutes sortes d’herbes ou épices. L’alcool ressemble donc à ce que nous connaissons aujourd’hui avec le gin. On distille alors à partir de toutes sortes de matières premières. La qualité s’en ressent d’autant plus que comme la demande est de plus en plus forte les producteurs y sont peu regardants. En 1759, le Parlement édicte une loi interdisant toute distillation qui ne se fait pas à base de céréale, de malt, de pomme de terre ou de sucre.
En 1779, le gouvernement de Lord North décide de réformer l'excise. La taxe n'est plus fondée sur l'alcool mais sur l'alambic et est fonction de la taille de celui-ci. Le nombre d'alambics déclarés s’effondre alors. Il passe de 1228 dans toute l'Irlande à seulement 246 en une seule année. Les alambics sont simplement passés encore un peu plus dans la clandestinité.
La part de la fabrication illicite de whiskey en Irlande n’a jamais été aussi forte qu’à la fin du XVIIIe siècle. On compte alors plus de 2000 alambics clandestins sur l’île d’Irlande. Le whiskey est devenu la boisson nationale. Le métier d’inspecteur de l’excise est très dangereux ; on ne compte plus les intimidations voire les agressions ou les morts. La police ou l’armée est utilisée pour les accompagner. Le XIXe siècle est la période dorée du poitín. Celui-ci dépasse souvent en qualité le whiskey officiel. Le Parlement se lance alors dans une véritable guerre des taxes, faisant évoluer la loi quelquefois tous les mois. Les distillateurs officiels perdent confiance en l'État. Une des principales mesures est la définition d'une taille minimale de l'alambic, fixée à 40 gallons. En deçà, l'alambic, considéré comme trop facile à dissimuler, est interdit.
En 1822, on ne compte plus que quarante distilleries officielles. L'année suivante elles ne sont plus que trente. Dans le même temps, Aeneas Coffey, un officier d'excise travaillant dans le Donegal estime à près de 800 le nombre de distilleries clandestines dans la seule péninsule d'Inishowen.
En 1823 la loi est simplifiée. Son effet est immédiat : en moins de dix ans le nombre de distilleries officiellement déclarées augmente pour atteindre 93. L'industrie du whiskey connaît un second souffle.

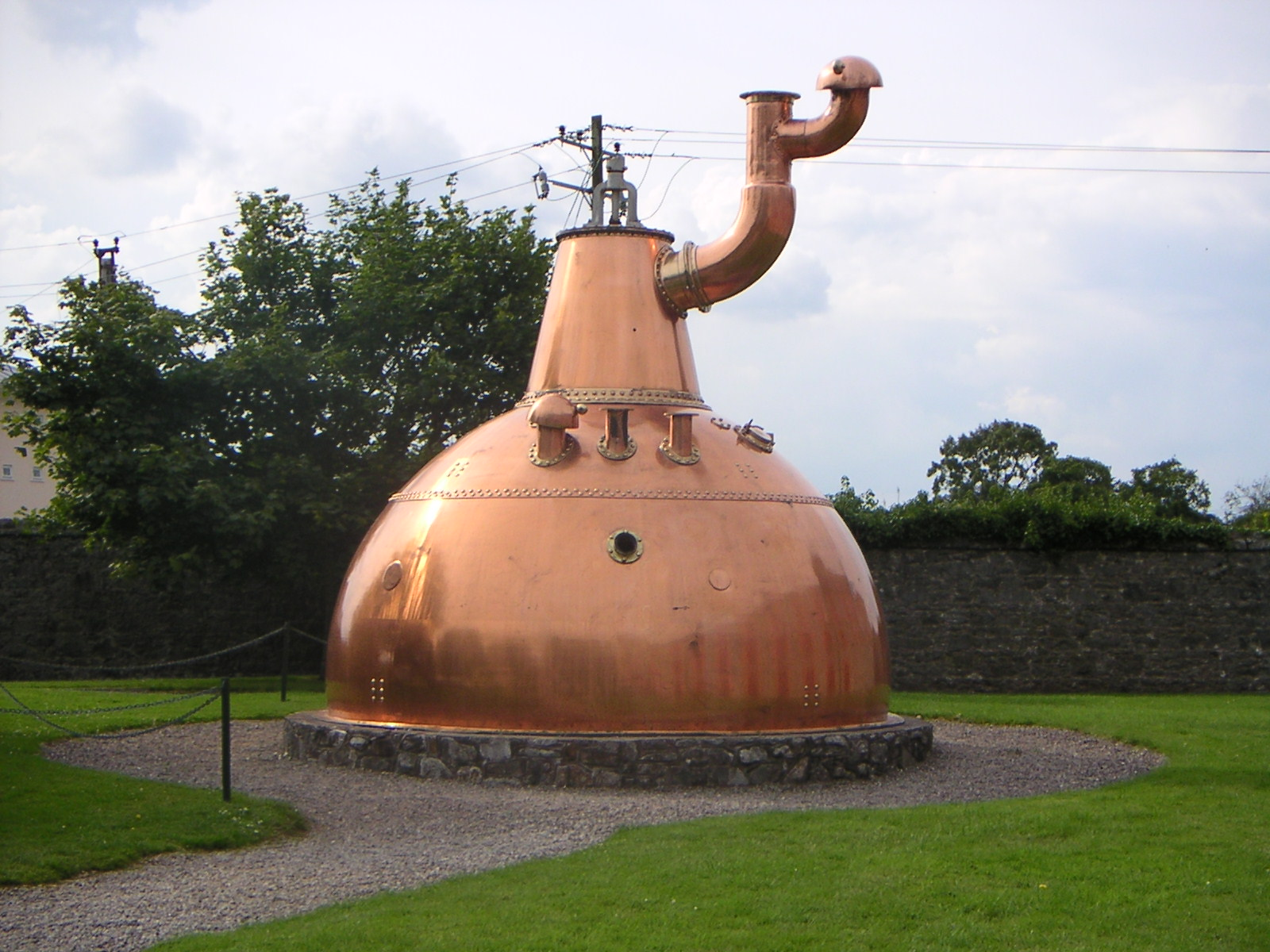
Le vieil alambic de Midleton, aujourd'hui exposé devant le musée du whiskey à Midleton.

Le début du XIXe siècle est marqué par un certain nombre d'investissements dans l'industrie du whiskey qui vont permettre la mise en place d'une industrie florissante. On assiste à une course en avant technologique qui va établir le nouveau profil gustatif et aromatique du whiskey tel que nous le connaissons toujours au début du XXIe siècle.  Les alambics grossissent pour atteindre à Midleton une taille démesurée : la distillerie installe en son sein un alambic de 31 500 gallons. Il est tellement gros qu’il est assemblé sur place et que la distillerie est reconstruite autour de lui. À Dublin, John Jameson investit plusieurs milliers de Livres pour moderniser la distillerie de Bow Street. Les débuts de la révolution industrielle se font aussi sentir dans l'industrie du whiskey. L'usage des machines à vapeur s’étend dans les grandes distilleries.

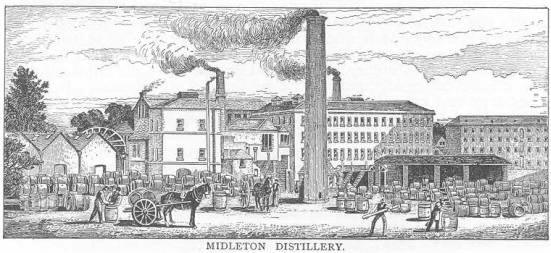
Distillerie Old Midleton.

L'écossais Alfred Barnard nous renseigne énormément sur ce qu’était le whiskey et son économie au début du XIXe siècle. En 1806, la production totale de whiskey en Irlande est de 11 400 000 gallons. Le poitín représente à lui seul 3 800 000 gallons sur cette production. Entre 1811 et 1813 environ 2 000 distilleries clandestines sont détruites par les excisemen et l'armée. Cette recrudescence de la distillation clandestine peut être expliquée par deux facteurs importants : la nécessité économique et le nationalisme irlandais. Il s’agit autant de trouver un revenu d’appoint dans une Irlande à la misère de plus en plus importante que de refuser les lois prononcées par le Parlement britannique au détriment des populations irlandaises catholiques.
Dans le même temps la demande ne fait que grandir. Les distillateurs irlandais ont capté le marché anglais. En Irlande, la population en proie à une misère grandissante a une consommation d’alcool très importante. Une commission d’enquête dresse en 1899 un portrait de l’Irlande et de sa consommation d’alcool. La commission écrit : « Le peuple d’Irlande est sobre sauf quand il se rend en ville pour assister à une foire ou à un marché ; l’affluence dans les pubs est alors incroyable ». La Commission a aussi calculé que le nombre de pubs devait être limité de façon drastique : « la ville de Dublin devrait avoir 499 pubs alors qu’elle en compte 1851, Belfast 416 au lieu de 1110, Waterford se suffirait de 44 au lieu de 232 et Clonmel de 18 au lieu de 113.

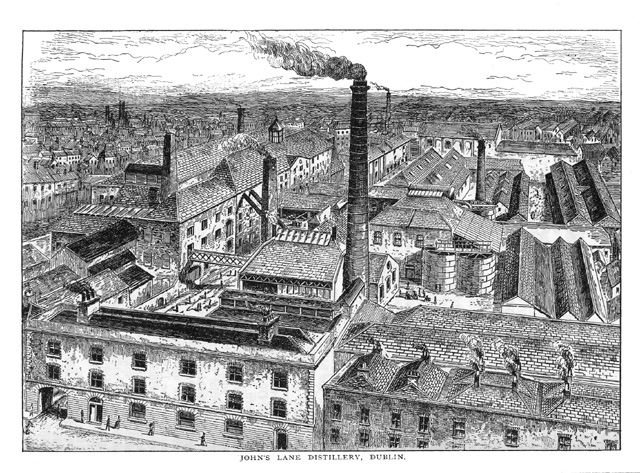
Distillerie John's Lane à Dublin.

Le XIXe siècle apporte aussi les premiers signes d’inquiétude pour l’économie du whiskey. Les ligues de tempérance prônant l'abstinence totale en matière de consommation d’alcool prennent de l’ampleur. Le mouvement est conduit en Irlande par le frère Theobald Mathew, un frère capucin originaire de Cork. Il se lance dans une véritable croisade contre l’alcool. À partir de 1838, il sillonne l'Irlande, haranguant la foule lors de gigantesques réunions. En un peu moins de cinq années, il parvient à rallier à sa cause près de 5 millions de personnes sur les 9 que compte à l'époque l'île d'Irlande. Cela entraîne immédiatement la fermeture d'une vingtaine de distilleries, dont la seule distillerie officielle du Comté de Donegal.
L'autre signe d'inquiétude est paradoxalement une découverte qui va transformer le whisky dans le monde britannique : l’invention de l’alambic à colonne. Ce qui est d’autant plus extraordinaire est que son inventeur est un Irlandais, Aeneas Coffey. Cette invention arrive au moment où les distillateurs irlandais comme écossais cherchent un moyen de réduire les coûts et le temps de fabrication des alcools obtenus dans des pot stills. La triple distillation telle qu'elle est pratiquée dans les distillateurs les plus en vogue est longue et coûteuse. les opérations de remplissage, chauffage, refroidissement, vidage et lavage doivent se renouveler pour chacun des passages dans l'alambic. Cela permet de produire des whiskeys très aromatiques, mais en même temps très chers. Pour une grande partie des distillateurs la production de ces alcools à forte valeur ajoutée n'est plus une priorité. Une très grande partie de l'alcool produit en Irlande est en effet redirigée vers Cork ou Londres pour être transformée en gin. Tout le monde cherche donc des modes de distillation moins longs et moins coûteux. Aeneas Coffey perfectionne l'invention d'un Écossais Robert Stein et met au point l'alambic qui désormais va porter son nom, le Coffey Still.
Alors que les Écossais, Andrew Usher en tête, qui sont à la recherche de whiskies plus légers que ceux obtenus traditionnellement, se précipitent sur la nouvelle invention, les distillateurs irlandais emmenés par les quatre géants de Dublin, John Jameson, William Jameson, John Power et George Roe, la refusent. Ils en font même une critique acerbe, persuadés qu'ils sont que l'alambic de Coffey ne permettra jamais de produire un whiskey aussi qualitatif que celui qu'ils produisent.
Alors qu'il porte donc déjà en lui les différents germes qui aboutiront à son déclin, le whiskey irlandais connaît à la fin du XIXe siècle son âge d'or.

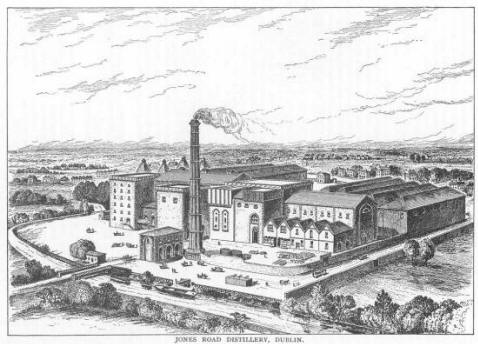
Distillerie de Jones Road à Dublin en 1886.

Entre 1840 et 1860 le nombre de distilleries se réduit de moitié. Mais dans le même temps la production reste stable autour de 7 000 000 de gallon par an. Ceci s'explique par la part grandissante de whiskey produit dans les coffey stills. Alors que les plus petites distilleries de province ferment, d'autres situées dans les grandes villes deviennent de gigantesques entreprises : à la fin de l'ère victorienne, les distilleries d'Andrew Watt à Derry et de George Roe à Dublin produisent à elles deux plus de whiskey que toutes les distilleries rurales réunies. À Bandon, la distillerie Allman's s'enorgueillit de posséder sa propre voie de chemin de fer.
Le développement du chemin de fer irlandais est un des facteurs majeurs de ce développement. Sans celui-ci il serait quasi impossible de transporter vers les ports de grandes quantités de whiskey afin de pouvoir ensuite l'écouler dans toutes les régions de l'Empire britannique.
En Irlande le whiskey est, lui aussi, mis à mal au XXe siècle. L'arrivée des blends écossais, ensuite, la guerre civile et la partition de l’Irlande, dans les années 1920, vont chambouler le marché du whiskey. Il perd alors son principal acheteur, le Royaume-Uni. Heureusement la diaspora irlandaise, en Amérique du Nord, va permettre d’écouler la production. Après la Seconde Guerre mondiale, il ne restera plus que 4 distilleries en activité en Irlande (Bushmills, Cork Distillery, Jameson et Power's). Plus tard, les trois dernières à regrouper leur centre de production sur un seul site sera Midleton. Ce qui fait qu’au début du XXIe siècle, l’Irlande ne compte plus que trois distilleries en activité (Bushmills, Midleton et Cooley, créée en 1987).
En 1966, les trois distilleries restantes en Irlande, Jameson, Power's et Cork Distilleries décident de se regrouper sous une bannière unique, United distilleries of Ireland (UDI). Mais comme dans le même temps un mouvement national en Rhodésie porte le même sigle, les distilleries adoptent rapidement une nouvelle appellation Irish Distillers Ltd.
En 1974, la totalité de la production du groupe est transférée dans la nouvelle et gigantesque distillerie de Midleton. Les distilleries traditionnelles de Dublin et de Cork sont abandonnées. La distillerie de Bow Street qui produisait le Jameson est transformée en musée du whiskey.

## Distilleries irlandaises
Il y avait en 2020 trente et une distilleries en activité. Un certain nombre de nouvelles créations sont annoncées ou planifiées.
Les distilleries existantes
- Bushmills. C'est la plus ancienne distilleries de whisky encore en activité. Elle est fondée en 1784. Elle appartient depuis 2014 à la société Jose Cuervo.
- Midleton. Créée en 1974, c'est la plus grande distillerie d'Irlande. Elle est la propriété de Pernod-Ricard
- Cooley. Créée en 1987 par John Teeling, elle appartient depuis 2011 au groupe américano-japonais Beam Suntory
- Kilbeggan. Créée en 2007. Propriété de Beam Suntory.
- Tullamore. Créée en 2014
- Teeling Distillery. Créée en 2015. Première distillerie crée à Dublin depuis la fin du XIXe siècle.
- West Cork Distillery. Créée en 2008 à Skibbereen dans le Comté de Cork.
- Alltech/Carlow Distillery. Créée en 2012
- Waterford Distillery. Créée en 2015 à partir d'une ancienne brasserie Guinness dans le centre de Waterford.
- Dingle Distillery. Créée en 2012
- The Echlinville Distillery. Créée en 2013. Première distillerie créée à Kircubbinin en Irlande du Nord depuis près de 125 années.
- Glendalough Distillery. Créée en 2013.
- The Shed Distillery. Créée en 2015
- Blackwater Distillery créée le 27 novembre 2018 à Ballyduff dans le comté de Waterford
- Powerscourt Distillery, créée le 5 décembre 2018 à Enniskerry dans le comté de Wicklow
- Clonakilty Distillery, créée le 4 mars 2019 à Clonakilty dans le comté de Cork
- Killowen distillery, créée en 2017 à Killowen, dans le Comté de Down en Irlande du Nord.

Les distilleries disparues
Voici la liste de quelques-unes des distilleries qui ont fermé au cours du XXe siècle : Coleraine, Comber, John Jameson & Son, Jones Road, John Locke's, Millar's, John Power & Son, Royal Irish Distillery, Tullamore Dew, Tyrconnell.
Certains de ces noms continuent à exister en tant que marque mais leurs whiskies sont fabriqués dans une des distilleries encore en activité.

## Sources
- (en) Peter Mulryan, The Whiskeys of Ireland, Dublin, The O'Brien Press, 2002, 160 p.
- (en) Walter Schobert, The Whisk(e)y treasury : The World's Most Complete Whisk(e)y A to Z, Glasgow, The Anges' share, 2002, 374 p. (ISBN 1-903238-01-3)
- (en) Jim Murray, Classic Irish whiskey, Londres, Prion Books Ltd, 1997, 256 p. (ISBN 1-85375-241-X)
- (en) Brian Townsend, The Lost distilleries of ireland, Glasgow, Neil Wilson Publishing, 1997, 154 p. (ISBN 1-897784-87-2)
- (en) Marlène Léon Alexandre Vingtier, Whisky : L’indispensable, Paris, Flammarion, septembre 2009, 191 p. (ISBN 978-2-08-122767-5), page 16
- (en) S.J. Connolly, The Oxford Companion to Irish history, Oxford, Oxford University Press, 2004, 2e éd., 650 p. (ISBN 0-19-280501-0), Articles : Drink, Distillation, Illicite distillation, Temperance and total abstinence
- (en) Malachy Magee, 1000 years of irish whiskey, Dublin, The O'Brien Press, 1980, 144 p. (ISBN 0-905140-71-0)

 : document utilisé comme source pour la rédaction de cet article.